# 栃窪村
栃窪村（とちくぼむら）は、かつて新潟県南魚沼郡にあった村。

## 沿革
- 1889年（明治22年）4月1日 - 町村制施行に伴い南魚沼郡栃窪新田（とちくぼしんでん）が名称をそのままに村制を施行。
- 1893年（明治26年）6月9日 - 栃窪村に名称を変更。
- 1906年（明治39年）4月1日 - 南魚沼郡塩沢町、吉里村、富実村、中目来田村、上島村、大富村（一部）と合併し、塩沢町を新設して消滅。